# Дом С. Бароновой
Дом С. Бароновой — ростовский памятник градостроительства и архитектуры. Здание расположено на улице 28-я Линия в историческом районе Нахичевани. Построено в 3 четверти XIX века. С 1998 года зданию присвоен статус объекта культурного наследия России регионального значения

## Владельцы и жильцы
Согласно архивным данным, владельцем дома была С. Баронова. Однако подробная информация о её личности и деятельности в доступных источниках отсутствует. Известно, что в соседнем доме, ранее относящемуся к общему домовладению С. Бароновой, проживал Виктор Черевичкин — юный герой, трагически погибший в годы Великой Отечественной войны. Витя стал символом сопротивления оккупационным силам, и его имя увековечено в названиях улиц и памятниках Ростова-на-Дону.

## Архитектурные особенности
Фасад здания отличается монументальностью и богатым декоративным оформлением, характерным для доходных домов и особняков зажиточных горожан того времени. Главными элементами композиции являются массивные пилястры с каннелюрами, обрамляющие оконные проёмы и подчёркивающие вертикальную структуру здания. Верхняя часть фасада украшена фронтонами и раскреповками, что характерно для неоренессансных и необарочных мотивов. Оконные проёмы декорированы массивными сандриками с фигурными завитками, а подоконные зоны дополнены филёнками и лепниной. Угловая часть здания выделена портиком с треугольным фронтоном, придающим фасаду выразительность и подчёркивающим статусность постройки. Дополнительные декоративные элементы, такие как фризы и горизонтальные русты, усиливают рельефность и эстетическую привлекательность фасада.
Здание построено из кирпича, который первоначально, вероятно, был покрыт штукатуркой для придания фасаду более изысканного вида. Несмотря на частичную утрату декоративной отделки с течением времени, основные архитектурные элементы сохраняют свою выразительность и историческую ценность.